# Cattura fluviale

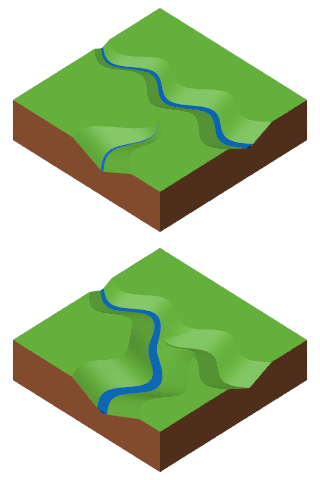
Cattura fluviale per erosione regressiva con valle secca residua (a destra nella figura in basso)

La cattura fluviale è un fenomeno geomorfologico che si produce quando un corso d'acqua viene deviato dal proprio alveo originario e si trova invece a scorrere lungo l'alveo di un corso d'acqua vicino. Questo può capitare per svariate ragioni, tra le quali:
- movimenti tettonici che modificano la pendenza dei versanti deviando il corso d'acqua dal suo percorso originario;
- creazione di dighe naturali, ad esempio a causa di frane o smottamenti;
- erosione, la quale può essere:
  - erosione regressiva di un'asta fluviale che ingrandisce il proprio bacino idrografico verso monte[1];
  - erosione laterale di un meandro che abbassa una porzione di suolo la quale funge da spartiacque con un corso d'acqua vicino;
  - erosione all'interno di aree carsiche, nelle quali un corso d'acqua può scomparire nel sottosuolo e riapparire in una valle vicina.

I fenomeni di cattura fluviale, aumentando la portata del corso d'acqua che ha operato la cattura stessa, ne possono aumentare la forza erosiva accelerando così la formazione di gole e canyon.
I tratti della vallata originaria del corso d'acqua che ha subito la cattura della parte più a monte del proprio bacino sono detti valli secche; al loro interno il vecchio letto di scorrimento del corso d'acqua appare sovradimensionato rispetto alla portata del nuovo corpo idrico che eventualmente ne ha preso il posto.

## Esempi di catture fluviali
Un caso di cattura fluviale tra i meglio studiati al mondo si ha, in Italia, con la cattura del Tanaro e la sua deviazione verso la pianura alessandrina.
Circa 100.000 anni fa il paleo-Tanaro a valle di Ceva si dirigeva infatti verso nord e sfociava nel Po nella zona dove oggi sorge Carignano (TO). La subsidenza dell'area astigiano-alessandrina accompagnata dall'azione erosiva dei piccoli corsi d'acqua che scorrevano tra Asti e Bra estesero verso monte il bacino di questi ultimi arrivando a catturare il Tanaro e spostandone la confluenza nel Po nella posizione attuale, collocata nei pressi di Valenza Po (AL), al confine tra Piemonte e Lombardia.
Un altro esempio si ha, sempre in Piemonte, con la cattura del torrente Chiusella e la sua deviazione verso la Dora Baltea.